# Bommepalli, Chintamani
Bommepalli là một làng thuộc tehsil Chintamani, huyện Kolar, bang Karnataka, Ấn Độ.